# Mohorovičić-discontinuïteit

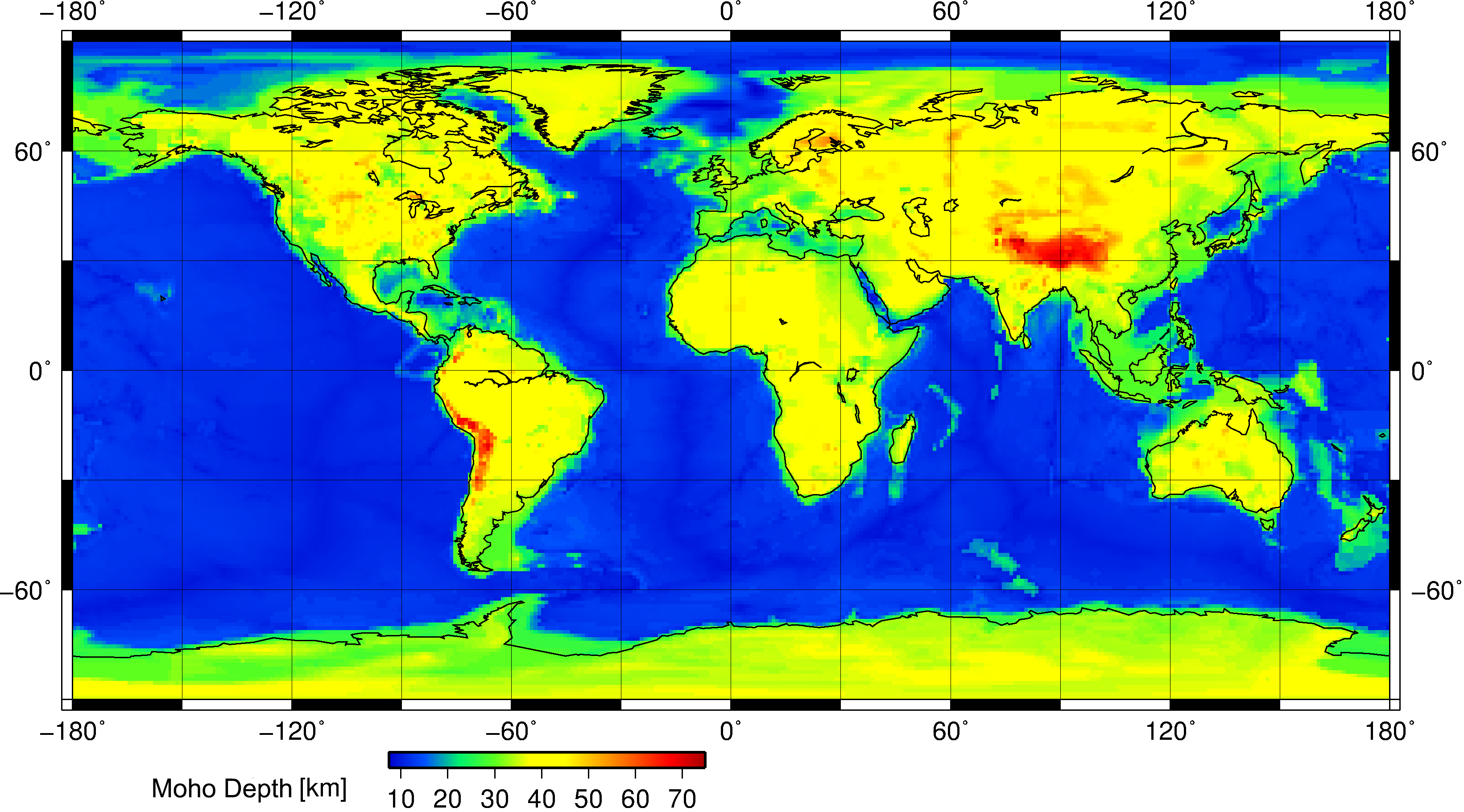
Wereldkaart die de diepte van de moho laat zien.

De mohorovičić-discontinuïteit, vaak moho genoemd, is een seismische discontinuïteit die de grens vormt tussen de aardkorst en de aardmantel, het gevolg van een grote verandering in samenstelling.

## Geschiedenis
De mohorovičić-discontinuïteit werd in 1909 ontdekt door Andrija Mohorovičić, een Kroatische seismoloog, toen hij een abrupte toename in de snelheid van aardbevingsgolven observeerde (specifiek P-golven) op deze grens.
De positie van de mohorovičić-discontinuïteit varieert van ongeveer 5 kilometer onder mid-oceanische ruggen, ongeveer 30 kilometer onder continentale korst en tot meer dan 100 kilometer onder gebergten.
Gedurende de jaren vijftig en zestig werd door de Amerikaanse National Science Foundation (NSF) een project gefinancierd voor het boren van een gat in de zeebodem om deze grens te bereiken; Project Mohole genaamd. Het project werd eind 1966 door het Amerikaans Congres gestopt voordat fase II kon beginnen, wegens oplopende kosten en slecht management. Daarna volgden andere programma's, zoals het Deep Sea Drilling Program (1968-1983), het Ocean Drilling Program (1985-2003) en het huidige Integrated Ocean Drilling Program (sinds 2003).
Ook vanaf land werd geboord. In de voormalige Sovjet-Unie bereikte het superdiep boorgat van Kola in 1994 een wereldrecorddiepte van 12.262 meter. Nadien is het International Continental Scientific Drilling Program gestart dat over de hele wereld boringen vanaf het land uitvoert.
De grenslaag tussen de aardmantel en de aardkern wordt de D'' of Wiechert-Gutenbergdiscontinuïteit genoemd.